# Noius
Noius is een geslacht van insecten uit de familie van de bruine gaasvliegen (Hemerobiidae), die tot de orde netvleugeligen (Neuroptera) behoort.

## Soorten
- N. noumeanus Kimmins, 1958
- N. oceanicus Navás, 1929